# Sapo-corroborre
Dá-se o nome de sapo-corroborre, a duas espécies de sapos nativos da região de Southern Tablelands, na Austrália. As duas espécies são: Pseudophryne corroboree e Pseudophryne pengilleyi.

## Etimologia
'Corroboree' é uma palavra em língua Aborígene australiano para um ajuntamento ou encontro onde os participantes se pintam com padrões semelhantes às dos sapos.

## Distribuição
Apenas pode ser encontrado numa área de cerca de 400 km², na região sul de Nova Gales do Sul e em Victoria, na Austrália.

## Morfologia
A forma existente mais a Norte (Pseudophryne pengilleyi é de menores dimensões e apresenta listas amarelas a esverdeadas de menor largura.

### Dieta
Alimentam-se de pequenos invertebrados, como formigas, coleópteros, larvas de insectos e aranhas. Poderão se alimentar de indivíduos da sua própria espécie, se houver escassez de comida. Os girinos alimentam-se de algas e de outros girinos mais pequenos e novos que eles próprios.

### Toxicidade
Estas espécies produzem os seus próprios alcalóides venenosos, em vez de os obterem através da dieta, como fazem muitos outros anfíbios. O alcalóide é libertado através da pele como defesa contra a predação e provavelmente contra infecções microbianas.

## Comportamento
Estas espécies possuem comportamentos peculiares. Não começam a reproduzir-se antes dos quatro anos de idade, hibernam durante o inverno em variados locais: em eucaliptos, em pedaços de casca de árvores ou em folhas caídas de árvores. Os machos, na época de reprodução, constroem um ou mais ninhos, atraindo várias fêmeas para que depositem aí os seus ovos.

## Referêncis
1. Daly, J. W., H. M. Garraffo, L. K. Pannell and T. F. Spande. 1990. Alkaloids from Australian frogs (Myobatrachidae): Pseudophrynamines and pumiliotoxins. Journal of Natural Products 53(2): 401-421.
2. Moore, J. A.  1953.  A new species of Pseudophryne from Victoria.  Proceedings of the Linnean Society of New South Wales 78(3-4): 179-180.
3. Osborne, W. S. 1989. Distribution, relative abundance and conservation status of Corroboree Frogs, Pseudophryne corroboree (Anura: Myobatrachidae). Australian Wildlife Research 16:537-547.
4. Osborne, W. S. and J. A. Norman. 1991. Conservation Genetics of Corroboree Frogs Pseudophryne corroboree Moore (Anura: Myobatrachidae): population subdivision and genetic divergence. Australian Journal of Zoology 39:285-297.